# Ndekwai
Ndekwai est un village du Cameroun, situé dans la Région du Sud-Ouest. Il est rattaché administrativement à la commune d'Eyumodjock, dans le département de la Manyu.

## Population
Ndekwai comptait 606 habitants en 1953, 542 en 1967, principalement Ejagham.
Lors du recensement de 2005 on y a dénombré 675 personnes.

## Personnalités liées à Ndekwai
Le 19 décembre 2011, Peter Agbor Tabi, universitaire et ancien ministre, est couronné chef (Nfor) de son village natal Ndekwai, succédant à son frère John Agbor Tabi.